# Adilette

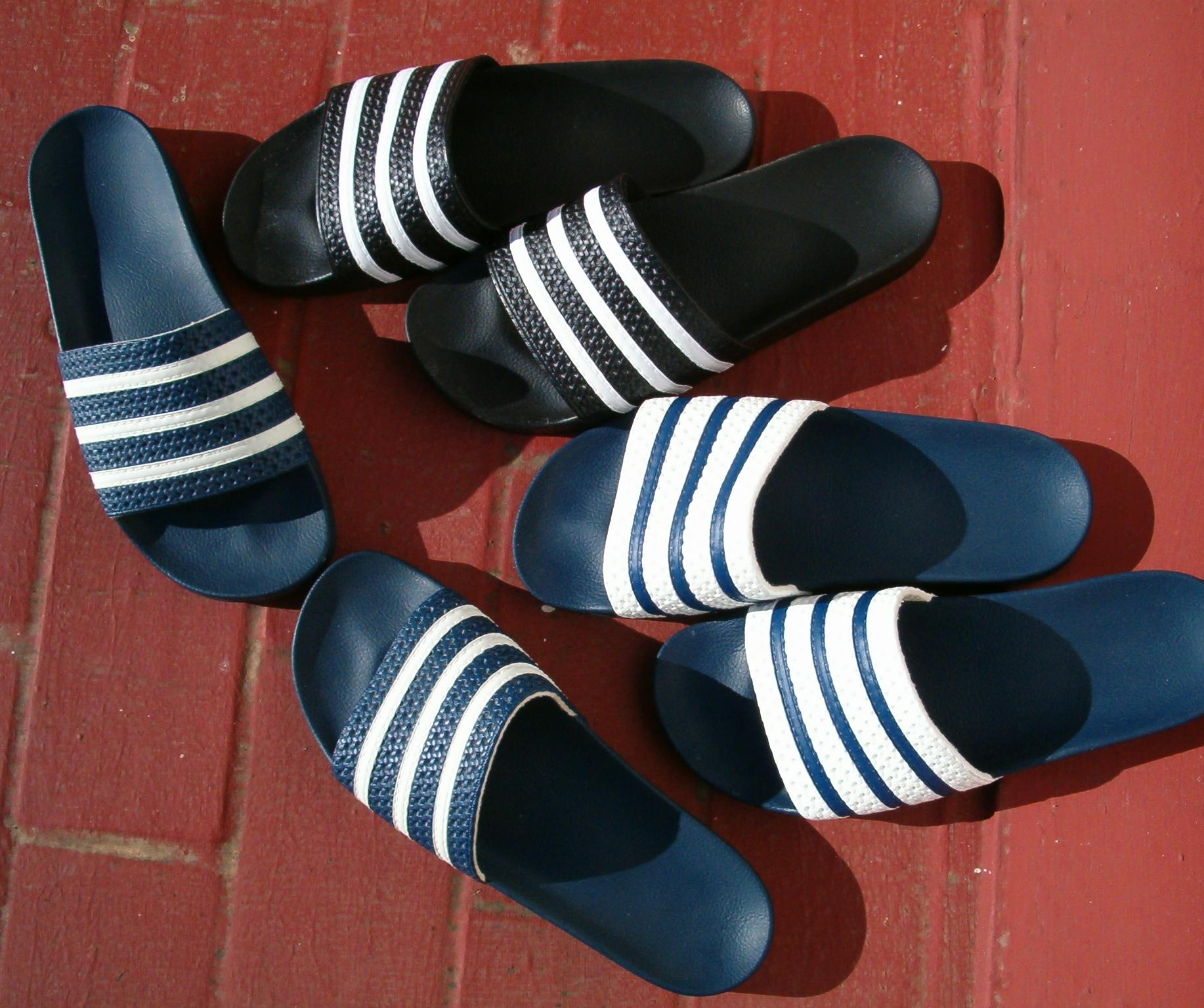
Claquettes Adilette.

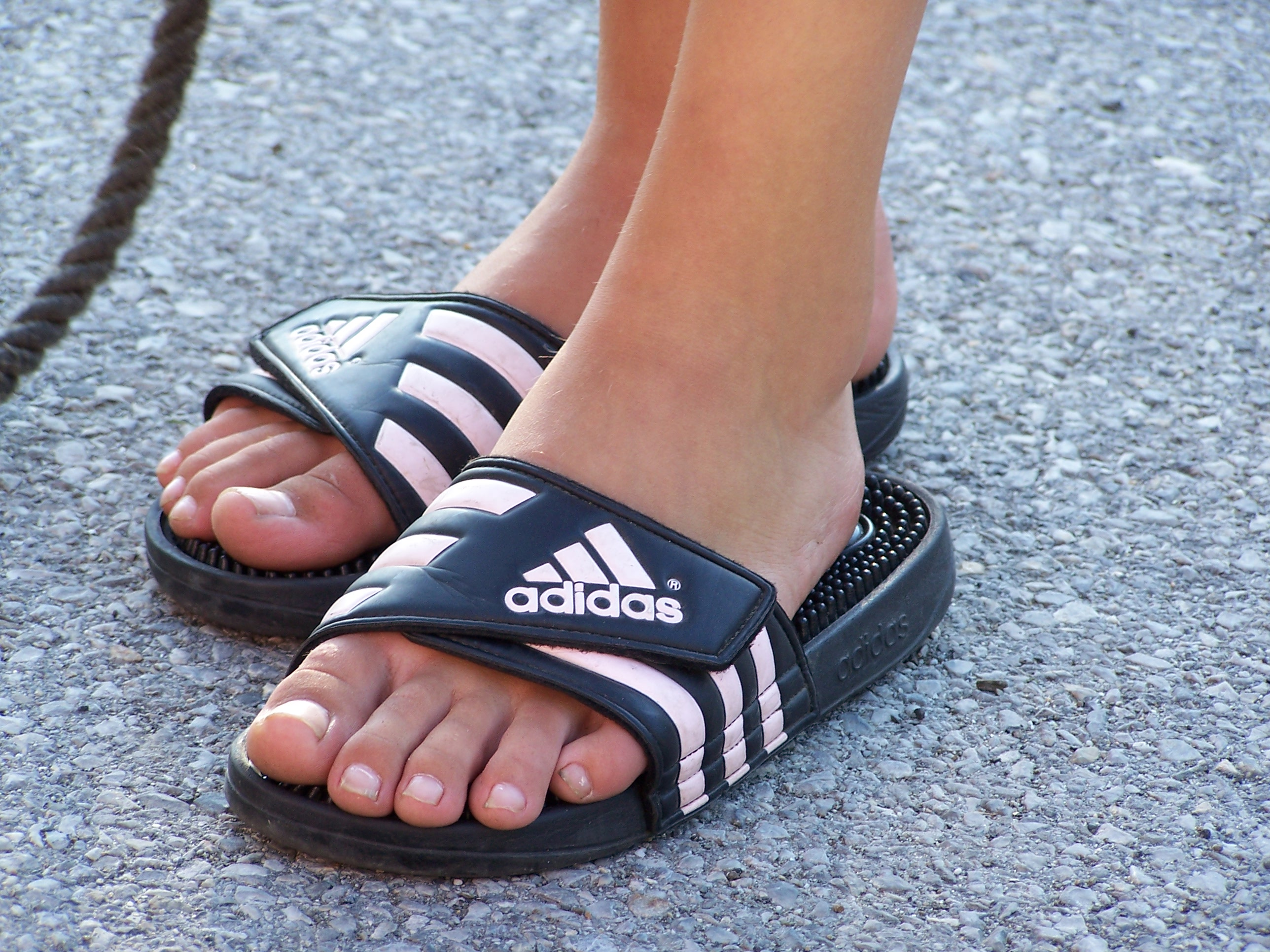
Claquettes Adissage.

Les Adilette sont le modèle le plus connu des claquettes de marque de sport Adidas.

## Description
Le modèle original, sorti en 1972, se compose de semelles orthopédiques de polyuréthane, de couleur bleue, dont la surface est gaufrée pour éviter de glisser sur un sol mouillé ; le nom de la marque et son logo sont inscrits en relief sur les côtés du talon. L’empeigne se compose de sept bandes (cousues entre elles) qui alternent le blanc et le bleu. Ces chaussures ont ensuite été produites en plusieurs couleurs (bleu, jaune, vert, rouge, gris, noir, orange, marron, blanc), mais suivant toujours le même modèle de bandes de deux couleurs sur le cou de pied, l'une d'elles étant celle de la semelle. C'est la classique « Adilette Slide » ou « Adilette Tong »
Puis d'autres modèles ont remplacé les bandes par une empeigne d'un seul tenant décorée sur le cou de pied par l'impression du logo caractéristique d'Adidas composé de trois feuilles lancéolées reliées par trois bandes horizontales et du nom Adidas, c'est le « Trefoil ».
D'autres modèles, reprenant le motif des bandes de deux couleurs (dont une est aussi celle de la semelle), ont leur empeigne en deux parties que l'on attache entre elles sur le cou de pied grâce à du velcro, ce qui permet ainsi un réglage selon la largeur du pied et la force du cou de pied.
Un autre modèle original d'Adilette est celui comportant à la surface de la première de propreté des picots de silicone, dont le but est le micro-massage de la plante du pied ; il en existe deux versions le « Santiossage » et l'« Adissage ».
Un autre dérivé de l'Adilette, la « Woodilette » ou « Adilette Wood Slide », remplace le traditionnel rembourrage de la semelle en polyuréthane par du bois en première de propreté. La semelle du dessous en vaguelette est en caoutchouc.

## Utilisation
Dans les années 1980, elle connut un succès phénoménal en Europe occidentale et en Amérique du Nord, à la suite de son utilisation par de nombreux athlètes lors de manifestations sportives. En effet, au moment où ils se changeaient dans les vestiaires, ils ôtaient leurs chaussures utilisées durant leur match ou leur compétition, pour se mettre à l'aise avec l'Adilette. Bien que conçue initialement pour les sports nautiques, en particulier pour la natation, son usage s'est répandu dans de multiples autres circonstances : à la plage, dans les gymnases, à la maison, durant les loisirs de toutes natures ou juste pour être à la mode.